# Ida Vihuri

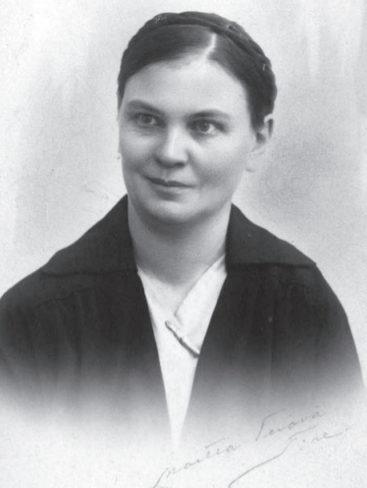
Ida Vihuri (1929)

Ida Johanna Vihuri (geborene Hildén, * 18. August 1882 in Lempäälä; † 7. September 1929 in Tampere) war eine finnische Politikerin der Sozialdemokratischen Partei Finnlands (SDP). Von 1922 bis 1929 war sie Mitglied des finnischen Parlaments. 

## Leben
Seit ihrem 13. Lebensjahr arbeitete Vihuri in der Baumwollspinnerei Finlayson in Tampere. Während des Finnischen Bürgerkriegs arbeitete  sie im Volkskommissariat. Vihuri wurde nach der Schlacht um Tampere gefangen genommen und zu einer lebenslangen Freiheitsstrafe verurteilt, aber 1920 begnadigt. 1922 wurde Vihuri in das finnische Parlament gewählt. Vihuri kam am 7. September 1929 auf dem Weg zu einem Parteitreffen in Kuru ums Leben, als die SS Kuru im See Näsijärvi sank.